# Vollblüter (Film)
Vollblüter (Originaltitel: Thoroughbreds) ist ein US-amerikanischer Thriller von Cory Finley, der am 21. Januar 2017 im Rahmen des Sundance Film Festivals seine Weltpremiere feierte. Es handelt sich um das Regiedebüt von Finley, der auch das Drehbuch zum Film schrieb. Thoroughbreds ist der letzte Film, in dem Anton Yelchin eine Rolle übernommen hatte, bevor er im Juni 2016 starb.

## Handlung
In einem Vorort von Connecticut tötet die Oberstufenschülerin Amanda ihr verkrüppeltes Pferd mit einem Messer, was ihr eine Anklage wegen Tierquälerei einbringt.
Einige Jahre später hat sich Amanda von der Welt abgeschottet und scheint nichts mehr zu spüren. Um sie dazu zu bringen, Kontakte zu knüpfen, schickt ihre Mutter sie zu Lily, einem beliebten Mädchen, das gut in der Schule ist. Die beiden Teenager waren als Kinder beste Freunde, trennten sich jedoch nach dem Tod von Lilys Vater. Sie treffen sich nun unter dem Vorwand, Zeit miteinander zu verbringen zu wollen und ein wenig Nachhilfestunde zu nehmen, aber Amanda weiß, dass ihre Mutter Lily dafür bezahlt hat, mit Amanda zu verkehren. Lily bestreitet das zwar, aber Amanda, erklärt ihr, dass sie aufgrund einer psychischen Störung keine Emotionen empfinden könne und ihre Mutter deshalb alles versucht, ihre sozialen Kontakte zu fördern. Lily trifft sich daraufhin freiwillig weiter mit Amanda und ihre alte Freundschaft beginnt sich neu zu entwickeln.
Lily lebt mit ihrer Mutter Cynthia und ihrem reichen, aber kaltherzigen Stiefvater Mark zusammen, den sie hasst. Amanda bleibt das nicht verborgen und sie fragt Lily, ob sie jemals daran gedacht hätte, ihren Stiefvater einfach umzubringen. Lily ist zunächst entsetzt über diesen Vorschlag, doch als die Spannungen zwischen ihr und Mark nehmen und er sie in ein Internat für Mädchen mit Verhaltensproblemen geben will, statt auf die von ihr erträumte Eliteschule Andover, findet sie diesen Gedanken gar nicht mehr so abwegig. Ihr Entschluss steht fest, als sie miterleben muss, wie Mark ihre Mutter arg beschimpft. Lily ruft Amanda an, weil sie ihr so eine Tat besser zutraut, da Amanda ja keine Schuldgefühle empfinden würde. Amanda befürchtet jedoch, dass ihr bevorstehender Prozess wegen Tierquälerei sie sofort verdächtig machen würde. So beschließen sie stattdessen, den Drogendealer Tim, der zuvor wegen Vergewaltigung Minderjähriger im Gefängnis saß, zu erpressen, damit er Mark umbringt. In der Nacht des geplanten Mordes begibt sich Tim auf das Grundstück von Lilys Mutter, verlässt es jedoch, ohne Mark zu töten. Die Mädchen vereinbaren, Tim nicht mehr zu kontaktieren und es doch selbst zu tun. Dabei denkt sich Lily einen recht perfiden Plan aus und will Amandas mit einer Droge betäuben, dann Mark  erstechen und Amanda die Schuld in die Schuhe schieben. Doch bekommt sie dann doch Skrupel und erzählt Amanda davon. Woraufhin Amanda freiwillig den Schlaftrunkt nimmt, weil sie erkennt, dass ein Leben ohne Emotionen „sinnlos“ ist. Während Amanda bewusstlos wird, ermordet Lily Mark und beschmiert ihre Freundin mit seinem Blut, was ihr aber sichtlich schwerfällt.
Einige Zeit später, Lily hat sich gerade sich um die Zulassung zum College beworben, begegnet Lily Tim, der jetzt als Bedienung in einem Restaurant arbeitet. Sie sprechen über den Mord und Lily erwähnt, dass sie einen Brief von Amanda erhalten hat, die wegen des Verbrechens in eine psychiatrische Klinik eingewiesen wurde. Der Brief beschreibt Amandas Leben im Krankenhaus, einschließlich eines wiederkehrenden Traums über eine Zukunft, in der die Menschen die Welt aufgrund ihrer Eitelkeit in Unordnung geraten lassen, was dazu führt, dass sie von Vollblutpferden überrannt werden. Amanda lächelt über ein Foto von ihr und Lily zusammen beim Reiten.

## Produktion

### Stab und Finanzierung
Es handelt sich um das Spielfilmdebüt von Cory Finley, der hierfür eines seiner eigenen Theaterstücke als Drehbuch adaptierte. Der Filmtitel Thoroughbred ist eine aus dem Englischen stammende Bezeichnung für ein Galopprennpferd und bedeutet  so viel wie „durchgezüchtet“. Die Filmmusik wurde von Erik Friedlander komponiert. Der Soundtrack zum Film, der 17 Musikstücke umfasst, darunter auch beigesteuerte Beiträge von King Harvest, A Tribe Called Red, Tanya Tagaq, The Sweet Hurt und Tanis, wurde am 9. März 2018 von Back Lot Music veröffentlicht.
Als Produktionsunternehmen fungierten B Story vertreten durch Kevin J. Walsh, Nat Faxon und Jim Rash, Big Indie Pictures und June Pictures.

### Besetzung und Synchronisation
Olivia Cooke und Anya Taylor-Joy übernahmen die Hauptrollen der beiden Teenager Amanda und Lily. Anton Yelchin spielt Tim. Es handelt sich dabei um die letzte Rolle, die er kurz vor seinem Tod im Juni 2016 übernommen hatte. Paul Sparks spielt Lilys Stiefvater Mark, Francie Swift ihre Mutter, und Kaili Vernoff übernahm die Rolle von Karen.
Die deutsche Synchronisation entstand nach einem Dialogbuch und der Dialogregie von Kim Haspe im Auftrag der Berliner Synchron GmbH. Kaya Marie Möller leiht in der deutschen Fassung Amanda ihre Stimme, Lina Rabea Mohr spricht Lily und Constantin von Jascheroff deren Freund Tim.

### Dreharbeiten und Veröffentlichung

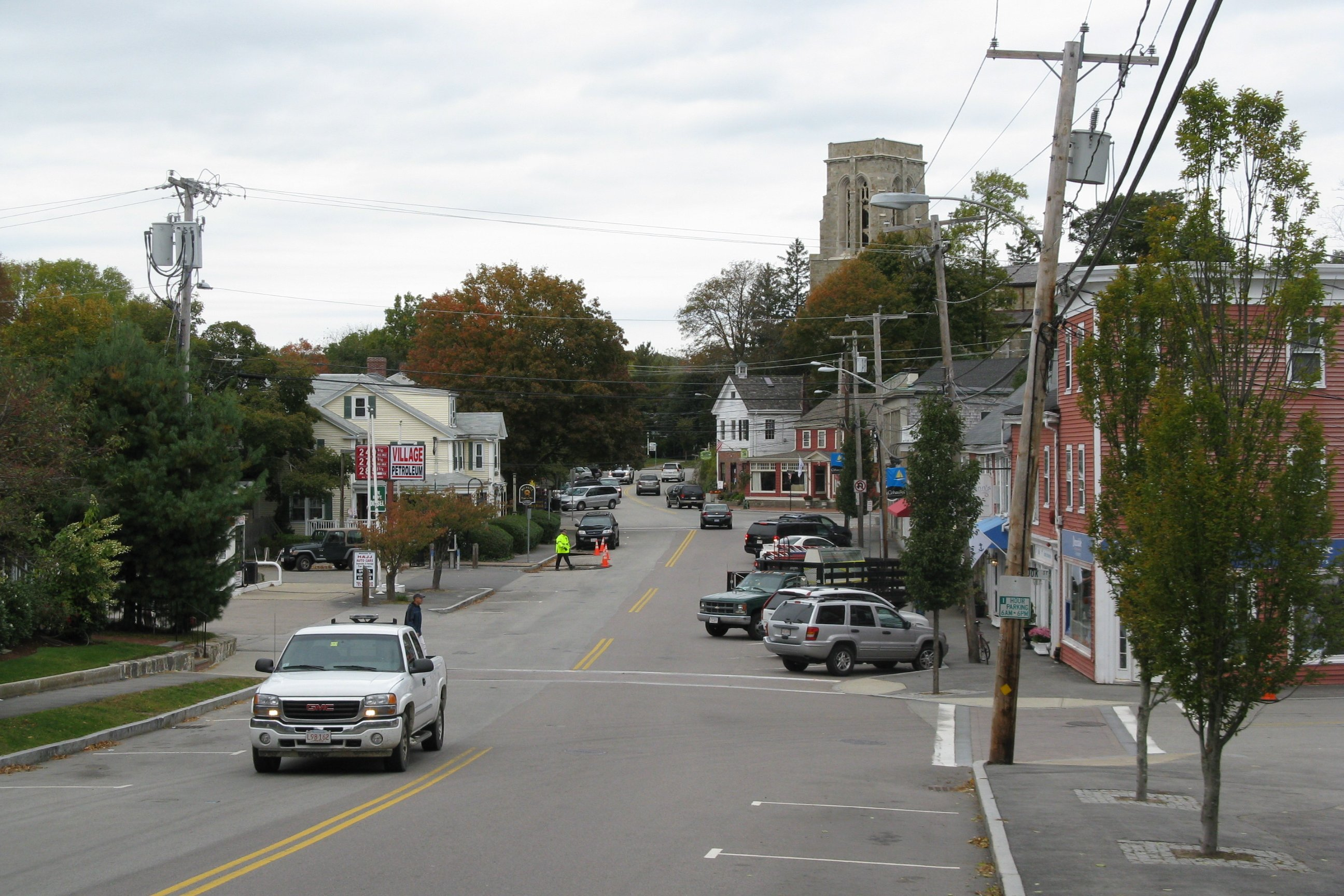
Cohasset war einer der Drehorte des Films

Die Dreharbeiten fanden an der amerikanischen Ostküste statt und begannen am 9. Mai 2016 in Boston. Gedreht wurde in The Oaks, einer georgianischen Villa in Cohasset, deren Stil Ende des 19. Jahrhunderts in den USA als Greek Revival bekannt wurde. In Cohasset drehte man auch im Averie Spa. Weitere Dreharbeiten fanden in zwei Privatwohnungen in Cohasset und Scituate statt und in den Harlequin Stables in Westwood. In Tewksbury drehte man am Krankenhaus. In Wellesley drehte man vor dem Restaurant Amarin of Thailand auf der Grove Street. Am 5. Juni 2016 wurden die Dreharbeiten beendet. Der Film feierte am 21. Januar 2017 im Rahmen des Sundance Film Festivals seine Weltpremiere. Im Oktober 2017 erfolgte eine Vorstellung beim London Film Festival. Ende November 2017 veröffentlichte Focus Features einen zweiten Trailer zum Film. Am 9. März 2018 kam der Film in die Kinos im Vereinigten Königreich und in die US-amerikanischen Kinos. Ein Kinostart in Deutschland erfolgte am 9. August 2018. Ebenfalls im August 2018 soll der Film beim Melbourne International Film Festival gezeigt werden.

## Rezeption

### Altersfreigabe und Filmgenre
In den USA erhielt der Film von der MPAA ein R-Rating, was einer Freigabe ab 17 Jahren entspricht. In Deutschland erhielt der Film eine Freigabe ab 16 Jahren. In der Freigabebegründung heißt es: „Der Film spielt in einer artifiziell und realitätsfern wirkenden Umgebung. Im Mittelpunkt stehen Menschen, die sehr berechnend und scheinbar emotionslos agieren. Dabei entwickelt der Film eine sehr intensive Atmosphäre, die aber von Jugendlichen ab 16 Jahren ohne Überforderung verarbeitet werden kann. Gewalt wird nur angedeutet, das skrupellose Verhalten der beiden Protagonistinnen wird nicht verherrlicht oder befürwortet.“

### Kritiken
Der Film konnte bislang 87 Prozent der Kritiker bei Rotten Tomatoes überzeugen. Im Konsens heißt es dort:
„Thoroughbreds jongliert mit Schwung zwischen den Genres und stellt einen gut geschriebenen und erfrischend unberechenbaren Einstieg in das Genre der Teenager-Thriller dar.“

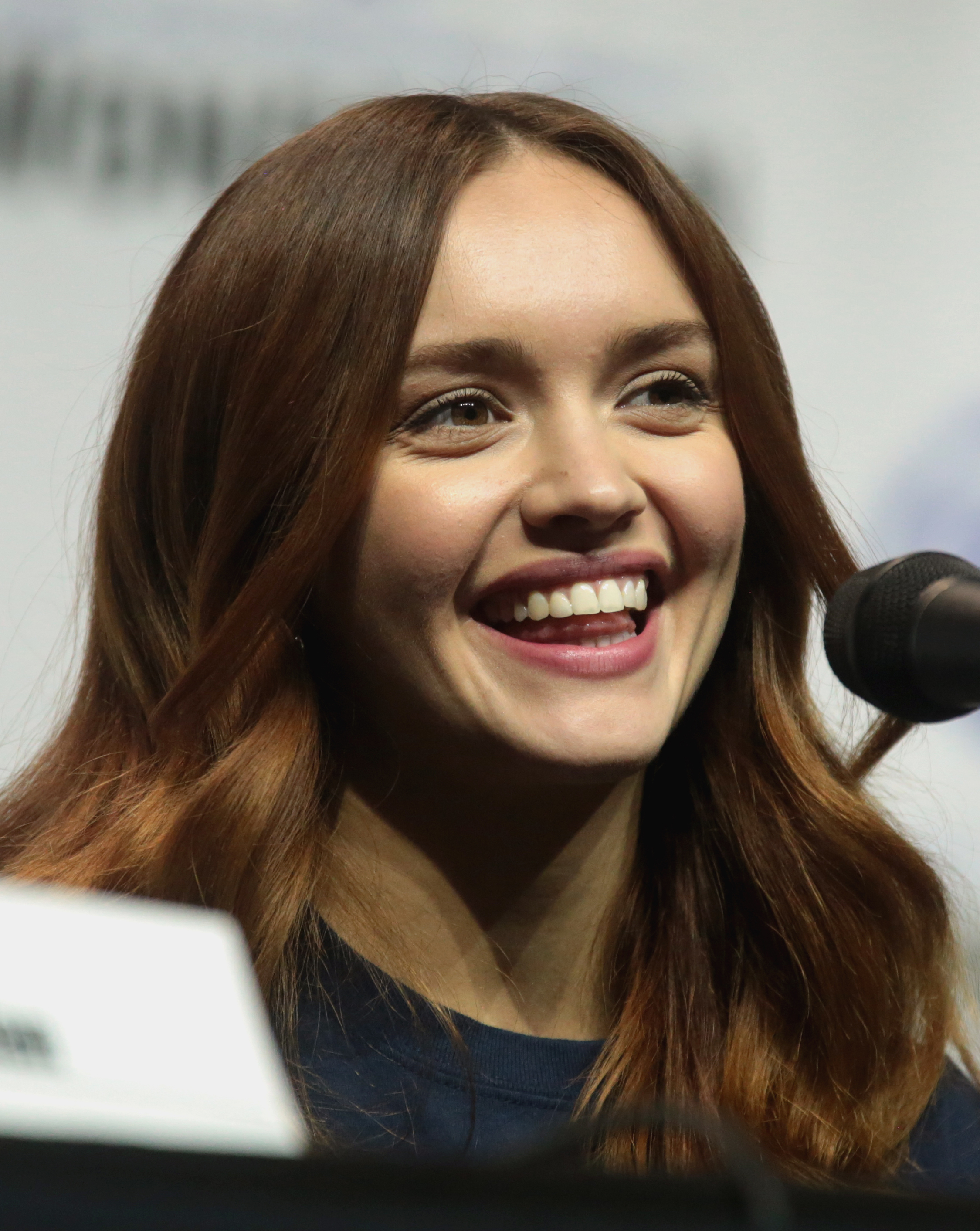
Olivia Cooke spielt im Film Amanda

Erin Whitney von screencrush.com beschreibt Thoroughbreds als einen herrlich verdrehten Thriller und als eine schwarze Komödie, die bösartig lustig sei, was der Film vor allem Olivia Cookes unterkühltem Auftreten zu verdanken habe.
Frank Schnelle von epd Film urteilt, dass der Regisseur Cory Finley über großes visuelles Gespür verfüge, er erzähle mit schwereloser Kamera, eleganten Breitwandkompositionen, soghaften Zeitlupen, und er wisse auch die düster-experimentelle Musik von Erik Friedlander geschickt einzusetzen. So entstehe von der ersten Minute an eine kühl-beklemmende Thrilleratmosphäre, in der jederzeit Überraschendes geschehen kann. Dennoch münde das vielversprechende Debüt in ein unbefriedigendes Finale, so Schnelle.
Im Tagesspiegel meint die Kritikrtin Katrin Doerksen, Vollblüter entziehe sich jeglichen durch Genrekonventionen verinnerlichten Identifikationsmustern: „Weder fürchtet das Publikum um den undurchschaubaren Stiefvater, noch fiebert es mit den künftigen Täterinnen. Stattdessen hat man sich bald damit abgefunden, nichts und niemandem zu trauen – nicht den Absichten der Figuren, und auch nicht den eigenen detektivischen Instinkten, obwohl man anfangs noch bei jedem suggestiven Schnitt den wahren Bösewicht entlarvt zu haben meint.“ Die Hintergründe der Figuren und der Grad ihrer Psychopathie, blieben letztlich genauso nebulös wie der Ursprung des Gefühls einer permanenten Bedrohung, so Doerksen weiter.
Antje Wessels erklärt zum Motiv der Pferde im Film, Amanda liebe diese und träume sogar von einer Gesellschaft, in der sich die Menschen den edlen Tieren unterwerfen. Gleichzeitig trauere sie ihrer Zeit als Reiterin hinterher. Weiter meint Wessels: „Theoretisch versteht man unter einem Vollblüter ein Pferd, dessen Zuchtgeschichte auf arabische Vorfahren zurückgeht. Weil eine derartige Abstammung den Vierbeinern aber selten auf die Stirn geschrieben steht, geht man in der Praxis vor allem nach Aussehen und Charakter der Tiere. Die meist sehr schlanken, hochbeinigen und dadurch vor allem im Rennsport eingesetzten Vollblüter gelten auf der einen Seite als sehr genügsam und robust, auf der anderen als besonders sensibel und temperamentvoll.“ Um Pferde gehe es in Corey Finleys Regiedebüt jedoch nur am Rande, so Wessels weiter, und stattdessen verweise der deutsche Titel Vollblüter viel mehr auf die Charakterzüge der beiden Protagonistinnen.

### Auszeichnungen
Gotham Awards 2018
- Nominierung für das Beste Drehbuch[22]

Independent Spirit Awards 2019
- Nominierung für das Beste Erstlingsdrehbuch (Cory Finley)[23]

London Film Festival 2017
- Nominierung als Bester Film im offiziellen Wettbewerb (Cory Finley)

Sundance Film Festival 2017
- Nominierung für den Publikumspreis – Best of Next! (Cory Finley)